# Wilhelm Nakatenus
Wilhelm Nakatenus (* 18. Oktober 1617 in Gladbach; † 23. Juni 1682 in Aachen) war Schriftsteller und Hofprediger des Kurfürsten Maximilian Heinrich von Bayern. Er gilt als einer der bedeutendsten Gebetbuchautoren der Neuzeit.

## Leben
Nakatenus wurde 1628–1636 an Jesuitengymnasien in Neuss und Köln ausgebildet. 1635 trat er der Gesellschaft Jesu bei und studierte 1644–1648 in Münster Theologie, wobei er 1647 zum Priester geweiht wurde. Er war von 1649 bis 1651 Studienpräfekt in Coesfeld, danach von 1652 bis 1655 Professor am Jesuitenkolleg in Münster, wo er jeweils Philosophie lehrte. Später widmete er sich der Rhetorik und war Prediger in Jülich, Bonn, Düsseldorf und Aachen. 1675 wurde er Hofprediger des Kurfürsten Maximilian Heinrich von Bayern. Dort begründete er auch seinen Ruf als Schriftsteller.
Besonders erfolgreich war seine 1660 gedruckte Gebetssammlung und Meditationsanleitung Das Himmlisch Palm-Gärtlein, dem 1667 die lateinische Version Coeleste Palmetum folgte. Von diesen Werken sollen allein zwischen 1660 und 1668 bereits 14.000 Exemplare verkauft worden sein. Die beiden Werke erlebten über 670 Neuauflagen und Übersetzungen, zuletzt in Utrecht 1947. Er soll es Elisabeth Amalia von Hessen-Darmstadt gewidmet haben. Das Coeleste Palmetum greift – wie der Untertitel ausweist – ausdrücklich auf Ludovicus Blosius, einen späten Vertreter der Devotio moderna, zurück. Ebenso steht es in enger formaler und gedanklicher Nähe zu Gedichten seines Ordensbruders Friedrich Spee (1591–1635), zu dessen 1649 postum gedruckter Gedichtsammlung Trutznachtigall Nakatenus das Widmungsgedicht verfasst hatte.
Ein aus dem Gebetsbüchlein herausgelöster Kupferstich der Jungfrau Maria wird seit 1681 in Neviges im Niederbergischen Land als Gnadenbild verehrt und bildet das Zentrum der Marienwallfahrt Neviges.

## Veröffentlichungen
- Himlisch Palm-Gärtlein Zur beständigen Andacht / vnd Geistlichen Vbungen, Nit allein mit Tagzeiten / Litaneyen / Gebett / Betrachtungen; etc. Sondern auch mit heylsamen auß Göttlichem Wort vnd H.H. Vättern gezogenen Vnderweisungen vnd Lehrstücken Reichlich besetzt / Fruchtbarlich gegründet. Annemblich gezieret. Köln 1664 (Digitalisat)
- Dem Newen Teutschen Poëten zu lieb vnd ehren: wie dan auch dem Christlichen Leser zu guter nachrichtung. Widmungsgedicht zu Friedrich Spees Trvtz Nachtigal, Köln 1654 (Digitalisat)